# Jeunes animaux confisqués au Katanga
 (décembre 2017).
Jeunes Animaux Confisqués au Katanga (J.A.C.K.) est une association fondée en Avril 2006 par Franck et Roxane Chantereau à Lubumbashi, en République démocratique du Congo. Son principal objectif est la sauvegarde des chimpanzés du Congo, espèce en voie de disparition. Cette association gère un refuge rassemblant de jeunes chimpanzés orphelins confisqués par le ministère congolais de l'Environnement.